# Bahnhof Zittau
Der Bahnhof Zittau ist der zentrale Personenbahnhof der Stadt Zittau in der Oberlausitz. Die Eröffnung war 1848 und es folgten in den nächsten Jahrzehnten Erweiterungen. Anfang des 20. Jahrhunderts fand ein umfangreicher Umbau der Gleisanlagen des Bahnhofs statt, um ihn den Erfordernissen des gestiegenen Verkehrs anzupassen. Nach dem Zweiten Weltkrieg befand sich der Bahnhof lange Zeit in einer Randlage. Erst mit der Wiederaufnahme des grenzüberschreitenden Verkehrs in die Tschechoslowakei nahm die Bedeutung wieder zu. Nach der deutschen Wiedervereinigung sank das Verkehrsaufkommen und die Bedeutung des Bahnhofs erneut.
Der Bahnhof verknüpft die Bahnlinien nach Dresden, Görlitz und Liberec in Tschechien mit der Schmalspurbahn in das Zittauer Gebirge und dem regionalen Nah- und Stadtverkehr. Den Schienenpersonenverkehr nach Löbau über Herrnhut bestellte die Landesverkehrsgesellschaft Sachsen 1998 als zuständiger Aufgabenträger ab. Die einstigen Fernverkehrsverbindungen in Richtung Berlin, Dresden und Liberec wurden durch die Deutsche Bahn in den Jahren ab 1990 schrittweise eingestellt. Für den internationalen Zugverkehr hat er den Status eines Grenzbahnhofs an der Grenze zwischen Deutschland und Tschechien. Bis zum EU-Beitritt Tschechiens fanden hier die Zoll- und bis zum Schengenbeitritt die Passkontrollen für den internationalen Bahnverkehr statt.

## Lage

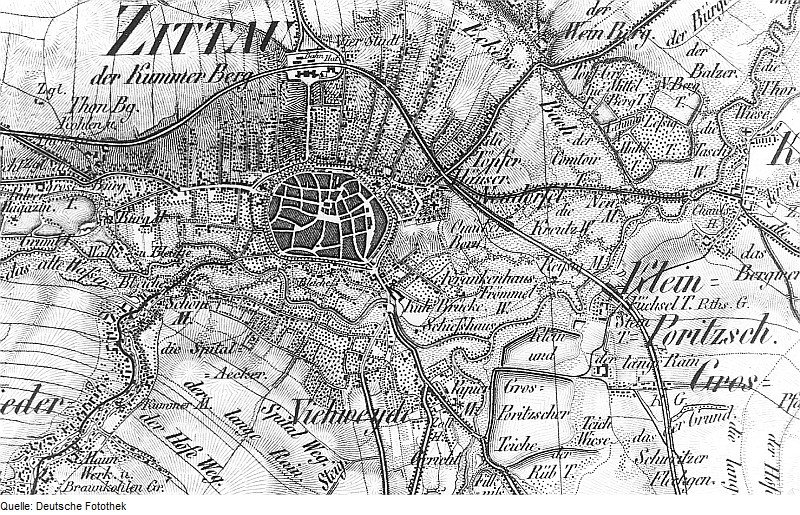
Der Bahnhof nördlich der historischen Altstadt

Nördlich der historischen Innenstadt, circa 500 Meter vor den Toren der damaligen Stadt entstand der Zittauer Bahnhof. Nordwestlich des Bahnhofs erhebt sich der Kummersberg, den die Bahnstrecke von Löbau kommend in einem weiten südlichen Bogen umfährt. Die Züge in Richtung Südosten nach Liberec (früher Reichenberg) verkehren seit den 1850er Jahren über einen aufgeschütteten Bahndamm sowie über den 741 Meter langen Neißetalviadukt. Heute befindet sich der Bahnhof in der Zittauer Kernstadt und trennt die Stadtteile Zittau Ost und West vom Stadtteil Zittau Nord, der sich nördlich der Bahnlinien erstreckt.
An der westlichen Bahnhofsausfahrt hinter den Anlagen der Schmalspurbahn befinden sich der 16-ständige Ringlokschuppen des einstigen Bahnbetriebswerks Zittau sowie nördlich des Ortsteils Pethau der ehemalige Vor- und Abstellbahnhof mit der Lokwerkstatt Pethau, die ebenfalls zum Bahnbetriebswerk gehörte. Auf dem Bahnhofsvorplatz vor dem Empfangsgebäude befindet sich der Busbahnhof mit mehreren Bussteigen. Den Bahnhofsvorplatz überquert an dessen südlichem Ende die Schmalspurbahn, um von den Abstellgleisen und dem Heizhaus zum östlichen Schmalspurbahnhof zu gelangen.

## Geschichte

### Die Anfänge
Die ersten Projekte der Eisenbahnkomitees der sächsischen Städte Bautzen und Zittau, die sich seit 1836 um einen Eisenbahnanschluss an die sächsische Landeshauptstadt Dresden bemühten, scheiterten an fehlenden Kapital. Erst die Konstituierung der Sächsisch-Schlesischen Eisenbahngesellschaft (S.S.E.) im Dezember 1843 unter Beteiligung des sächsischen Staates ließ die Anbindung der Stadt in greifbare Nähe rücken, denn der sächsische Staat verpflichtete die Gesellschaft zum Bau einer Zweigbahn von Löbau nach Zittau.
Jedoch hätten die geringen finanziellen Mittel lediglich einen Pferdebahnbetrieb auf der Zweigbahn zugelassen. Dies war für die Zittauer Bürger ein unannehmbares Angebot und so konstituierte sich in der Stadt wieder ein Eisenbahnkomitee, das im April 1844 mit der Aktienzeichnung begann. Die S.S.E. verzichtete auf ihr Baurecht. Im September 1844 fand die erste Generalversammlung der Löbau-Zittauer Eisenbahngesellschaft (L.Z.E.) statt. Ein königliches Dekret bestätigte am 25. Juni 1845 die Gesellschaft. Das Baukapital wurde mit 2,5 Millionen Talern veranschlagt und zu einem Viertel vom sächsischen Staat übernommen. Mit dem Bau begann man bereits am 5. Mai 1845. Die feierliche Eröffnung der Strecke fand am 10. Juni 1848 statt. Der Einweihungszug von Löbau nach Zittau fuhr mit der Lokomotive ZITTAU an der Spitze. Die Rückfahrt übernahm die Schwesterlok LÖBAU.
Der Zittauer Bahnhof war einst in der Nähe des Webertores geplant. Wegen der befürchteten Belästigung der Bürger durch Lärm und Rauch ließ die Stadt den Bahnhof 600 Meter nördlich der damaligen Stadtgrenze verschieben. Die Schleife der Bahnstrecke kostete die L.Z.E. zusätzlich 300.000 Taler. Der erste Bahnhof war ein Kopfbahnhof, der vorerst nur ein provisorisches Empfangsgebäude erhielt.

### Entwicklung zum Eisenbahnknoten
In dem sächsisch-österreichischen Staatsvertrag vom 24. April 1853 verständigten sich beide Staaten über den Bau und Betrieb der Zittau-Reichenberger Eisenbahn und somit den Anschluss Reichenbergs (heute: Liberec) an das sächsische Eisenbahnnetz. Die Bauarbeiten begannen jedoch erst im Oktober 1855, da Österreich den Betrieb durch eine fremde Staatsbahn ablehnte und die gesetzlichen Grundlagen für den Betrieb durch eine Privatbahn erst geschaffen werden mussten.

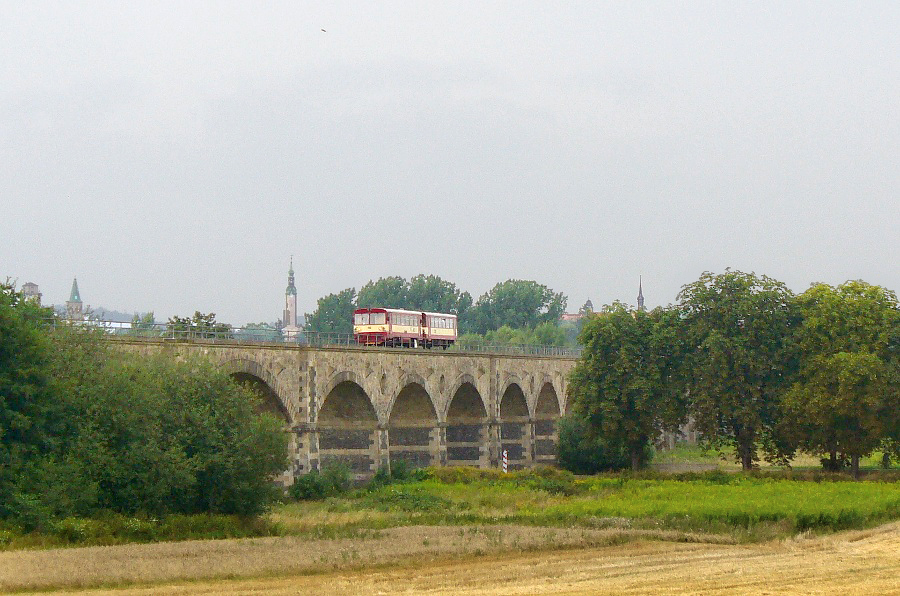
Blick in Richtung Zittau auf den Neißetalviadukt mit zwei Triebwagen der tschechischen Baureihe 810

Noch vor der Inbetriebnahme der Bahnstrecke von Reichenberg nach Zittau durch die Zittau-Reichenberger Eisenbahngesellschaft wurde der Bahnhof zwischen 1855 und 1859 völlig umgebaut. Man senkte das Bahnhofsterrain um 1,20 Meter ab und die Gleislänge stieg durch die neu installierten Anlagen auf ca. 5,9 Kilometer an. Das entsprach etwa dem dreifachen der vorherigen Länge. Der neue Bahnhof entstand südlich des nunmehr durchführenden Schienenstranges im Stil größerer sächsischer Bahnhöfe. Das für den Bahnhof abgetragene Erdmaterial kam zur Bahndammaufschüttung für die Zittau-Reichenberger Eisenbahn bis zum Neißetalviadukt zum Einsatz.
Im Jahr 1862 fanden erste Gespräche zwischen den Stadtvertretern von Görlitz und Zittau über eine Eisenbahnverbindung zwischen beiden Oberlausitzer Städten statt, da die Rendite der Zittau-Reichenberger Eisenbahn hinter den Erwartungen zurückblieb und man sich eine Steigerung durch die Neißetalbahn versprach. Zittau lag jedoch in der sächsischen und Görlitz in der preußischen Oberlausitz. Mit dem Deutschen Krieg 1866 zwischen Preußen und Österreich, dessen Bündnispartner auch Sachsen war, trat das Projekt zunächst in den Hintergrund und kam erst zwei Jahre später zurück auf die politische Agenda. Die Berlin-Görlitzer Eisenbahngesellschaft (B.G.E.) ersuchte um eine Baukonzession einer Bahnstrecke von Görlitz nach Reichenberg über Seidenberg (heute: Zawidów) und einer Zweigstrecke von Nikrisch (seit 1936: Hagenwerder) nach Zittau. Die Konzession wurde erst 1871 erteilt. Bald darauf begann man mit dem Bau der Neißetalbahn, wie die Verbindung beider Städte oft genannt wird. Die Eröffnung der Strecke fand mit dem Winterfahrplan am 15. Oktober 1875 statt. Der Eröffnungszug mit der Lokomotive STROUSBERG, benannt nach dem sogenannten Eisenbahnkönig Bethel Henry Strousberg, endete jedoch vorerst am Privatbahnhof der B.G.E. in Zittau.
Mit der Verstaatlichung der B.G.E. 1882 zog mit der preußischen eine dritte Bahnhofsverwaltung auf dem Bahnhof ein. Die preußische Bahnstrecke Zittau–Nikrisch mündete auf dem östlichen Bahnhofsvorfeld ein und kreuzte dabei die Reichenberger Bahn, um zu ihren Gleisanlagen, dem Bahnsteig auf dem östlichen Bahnhofsgelände und der Drehscheibe gelangen. Der Westteil des Bahnhofes blieb in sächsischer Hand, da hier ab 1868 neben der Zügen nach Löbau auch die Züge der Südlausitzer Staatsbahn nach Scheibe (heute Teil von Mittelherwigsdorf) und Großschönau begannen bzw. endeten. Nachdem die Bahnstrecke nach Nikrisch 1896 in sächsischen Besitz überging und 1905 auch die Reichenberger Bahn verstaatlicht wurde, verwalteten lediglich die Königlich Sächsischen Staatseisenbahnen den Zittauer Bahnhof.
Zwischen 1873 und 1876 entstanden auf dem westlichen Bahnhofsareal ausgedehnte Abstellanlagen und ein neuer Rundlokschuppen. Auch die städtische Bebauung erreichte um die Jahrhundertwende die Gleise und das Bahnhofsgelände. So blieb für die 1884 in Betrieb genommene Schmalspurbahn nach Reichenau nur noch der Bahnhofsvorplatz.

### Bahnhofsumbau

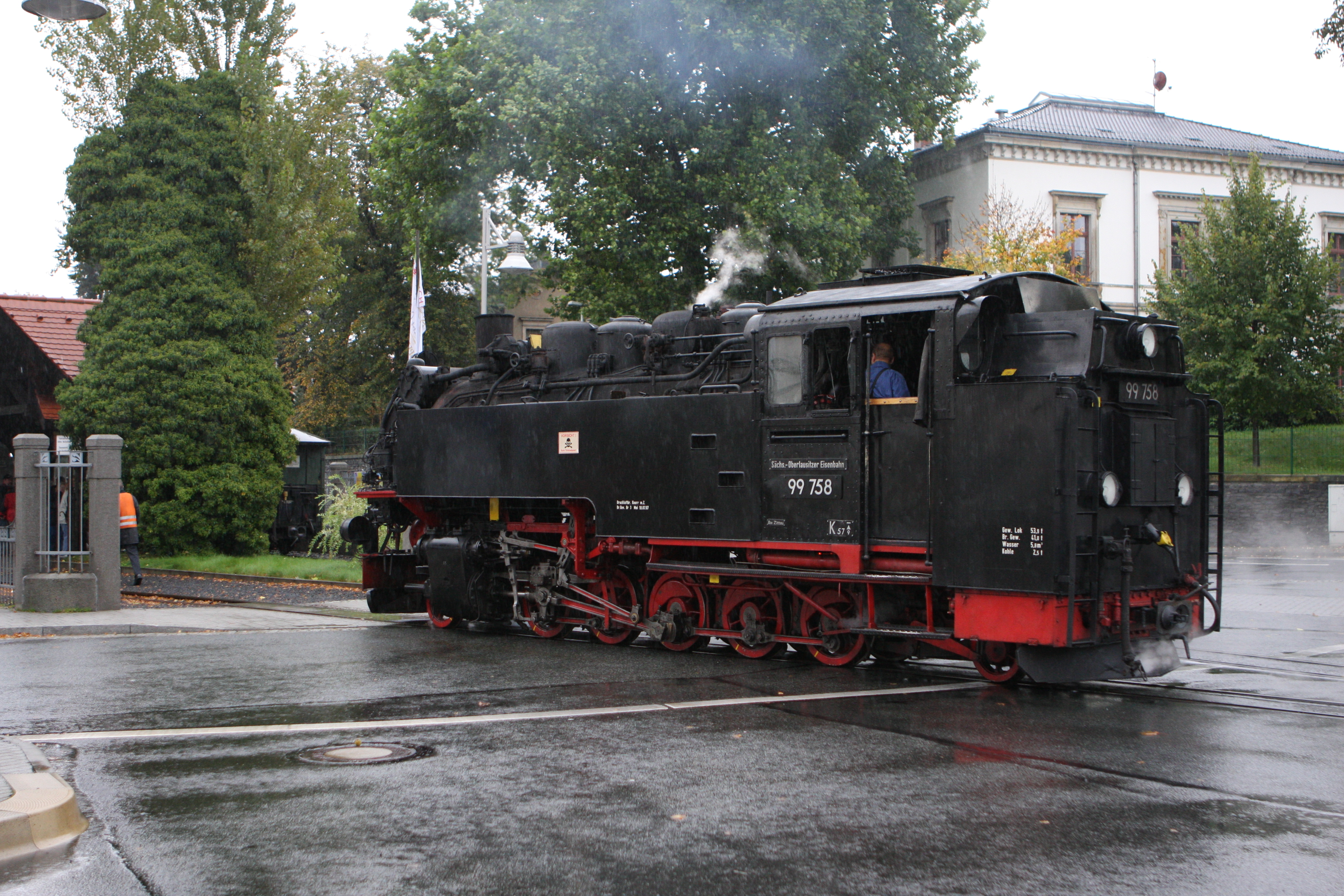
Schmalspurdampflokomotive 99 758 überquert den Bahnhofsvorplatz

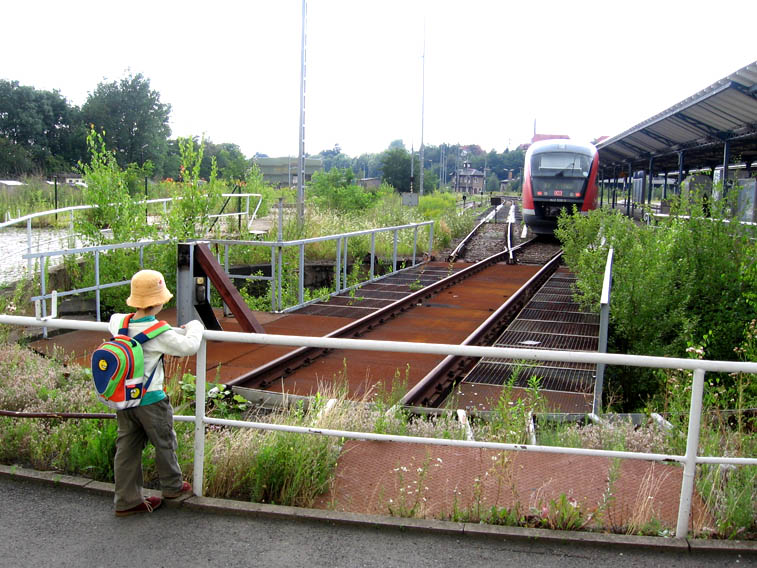
Segmentdrehscheibe am westlichen Bahnhofsgiebel; am Gleis 54 wartet eine Regionalbahn in Richtung Dresden

Um die Jahrhundertwende stieß der Bahnhof zunehmend an seine Kapazitätsgrenzen und man entschloss sich für einen erneuten Umbau der Bahnhofsanlage. Zwischen 1907 und 1911 wurden die Bahnanlagen umgebaut. Eine der bedeutendsten Neuerungen war die kreuzungsfreie Einmündung der Neißetalbahn in das östliche Bahnhofsvorfeld. Dafür wurde ein Inselbahnsteig auf den einstigen Gleisen 3 und 4 errichtet, der über zwei Personentunnel mit dem Hausbahnsteig verbunden war. Auf dem einst preußischen Areal des Bahnhofs mit Lokschuppen und Güteranlagen entstanden Abstellanlagen für die Schmalspurbahn. Auf dem westlichen Bahnhofsvorfeld standen nun ein 16-ständiger, normalspuriger Rundlokschuppen und ein zweigleisiges Schmalspurheizhaus sowie Gebäude für den Rangierdienst. Weiterhin entstand der bereits seit 1899 diskutierte Vor- und Abstellbahnhof in Pethau. Er erhielt einen sechsständigen Ringlokschuppen mit 20-Meter-Drehscheibe, Ladegleisen und Seitenladerampe. Der Vorbahnhof war über das Gleis 26 angebunden, das aber auch als Auszieh- und Abstoßgleis diente. Der gesamte Bahnhof erstreckte sich damit nach der Erweiterung auf eine Länge von 3,41 Kilometern.
Nach dem Abriss des Bahnhofsrestaurants Zur Burg entstand 1908 ein Inselbahnsteig – der sogenannte Schmalspurbahnhof – für die Abfertigung der Schmalspurpersonenzüge am südöstlichen Bahnhofsvorplatz. Um zum Lokschuppen, zu den Gruben und Abstellplätzen für Rollböcke und -wagen zu gelangen, überquerte die Schmalspurbahn über ein Verbindungsgleis den Bahnhofsvorplatz.
Der Zugverkehr bis Scheibe verlief wie auf einer zweigleisigen Hauptstrecke, jedoch befand sich das Einfahrsignal für den Bahnhof Zittau erst vor der neuen Stellerei 5 (später B7). Am einstigen westlichen Bahnhofskopf steht das Zwischensignal T. Weiterhin gab es im Bahnhof Zittau sieben Räumungssignale, die mit bis zu vier Scheiben pro Mast zum Verlassen der Einfahrtgleise aufforderten. Das letzte dieser Signale ging erst 1959 außer Betrieb.
Eine weitere Besonderheit ist der sogenannte Hosenträger, eine doppelte Gleisverbindung zwischen den Gleisen 1 und 2 vor dem Empfangsgebäude. Diese Verbindung ermöglicht die fahrdienstliche Aufteilung der Gleise 1 und 2 und damit auch die Unterteilung des Haus- und Inselbahnsteigs in drei Einzelbahnsteige. Die durchführenden Gleise 6 bis 12 zogen sich bis zum Güterschuppen im Norden hin. Drei weitere Stumpfgleise (13 bis 15) führten zu den Ladestraßen sowie zum Güterschuppen. Die Gleise der 30er Gruppe im östlichen Bahnhofsfeld dienten der Reisezugwagenabstellung. Das Gleis 50 diente als östliches Hausbahnsteiggleis und endete mit den Gleisen 51 und 52 auf einer Drehscheibe am Ostgiebel. Von hier verkehrten Züge nach Reichenberg. Das Pendant auf der Westseite waren die Gleise 54 bis 57, die ebenfalls auf einer Drehscheibe endeten. Gleis 54 war das westliche Hausbahnsteiggleis für Züge nach Warnsdorf. Aus dieser Gleisgruppe führten auch drei Zufahrten zur 18-Meter-Drehscheibe des Bw Zittau.

Am 17. Januar 1940 ereignete sich bei Zittau ein Zusammenprall zweier Züge. 12 Menschen starben, 20 weitere wurden verletzt. Den Zweiten Weltkrieg überstand der Bahnhof ohne größere Schäden.

### Nach dem Zweiten Weltkrieg
Nach Kriegsende wurde vorerst der Verkehr nach Reichenberg und Warnsdorf eingestellt. Weiterhin ließ die Sowjetunion auch die zweiten Streckengleise der einmündenden Bahnlinien und mehrere Rangiergleise aus Reparationsgründen demontieren. Erst seit 1951 verkehrten Personenzüge der Tschechoslowakischen Staatsbahnen (ČSD) im Privilegierten Eisenbahn-Durchgangsverkehr über Zittau. Der Zustieg in die Korridorzüge war offiziell bis 1977 nicht möglich. Am 6. April 1977 eröffnete auf dem östlichen Hausbahnsteig zwischen den Gleisen 1a und 50 eine Eisenbahngrenzstelle für den Personenverkehr. Die grenzüberschreitenden Personenzüge in die Tschechoslowakei hielten zunächst am westlichen Hausbahnsteig und wurden später zur Pass- und Zollkontrolle in einen abgetrennten Teil des östlichen Kopfbahnsteigs gezogen. Die Zollkontrollen entfielen mit dem Beitritt Tschechiens zur Europäischen Union im Jahr 2004. Mit der Erweiterung des Schengen-Raums Ende 2007 endeten Passkontrollen.
Bereits 1976 wurde die Drehscheibe am Ostgiebel des Bahnhofsgebäudes demontiert. Der gestiegene Verkehr nach der Einführung des Privilegierten Eisenbahn-Durchgangsverkehrs erzwang den Wiederaufbau der als Reparationsleistung demontierten Bahnhofsgleise. Eines der letzten Bauprojekte vor der Wende war die 1985 begonnene Anlegung eines großen Kohleterminals in Pethau für die Verladung der Braunkohle aus dem Tagebau Olbersdorf in Güterzüge für das Kraftwerk Hagenwerder und das Kraftwerk Hirschfelde. Die Wende stoppte den Braunkohleabbau in Olbersdorf und damit auch das Kohleterminalprojekt in Pethau. Zu dieser Zeit hatten bereits umfangreiche Erdbewegungen stattgefunden, auch die erste Gleise waren bereits verlegt.

### Nach der politischen Wende
Im Jahr 1994 baute die Deutsche Bahn die einstige Fahrkartenausgabe zu einem Reisezentrum um. Ein Jahr später schloss die Post am Bahnhof. Der Güterverkehr auf der Normalspur sank auf ein Minimum, auf der Schmalspurbahn wurde er komplett eingestellt. Die Schmalspurbahn betreibt seit 1997 die Sächsisch-Oberlausitzer Eisenbahngesellschaft (SOEG). Im Jahr 2008 waren nur noch sieben Normalspurgleise im Bahnhof befahrbar. Auch von den einst 450 Bahnmitarbeitern am Dienstort Zittau arbeiten bei der heutigen Deutschen Bahn und SOEG nur ein Bruchteil.
Im Frühjahr 2016 begann die Deutsche Bahn mit der Modernisierung der Bahninfrastruktur. Der Bahnhof war zwischen August und November 2017 für einen Umbau voll gesperrt; außer auf der Schmalspurbahn fand kein Zugverkehr statt. Damit wurden unter anderem die Grundlagen für einen Taktknoten geschaffen, um den Schienenverkehr attraktiver gestalten zu können. Im Bahnhofsbereich erneuerte die Deutsche Bahn die Gleise und die Signaltechnik. Für die Barrierefreiheit werden zum Inselbahnsteig Aufzüge errichtet. Die Modernisierung sollte 2018 abgeschlossen werden. Nach einer erneuten zweiwöchigen Totalsperrung der Strecke Ebersbach–Zittau wurde am 10. Februar 2018 der planmäßige Zugverkehr wieder aufgenommen. Die Investitionskosten betragen 45 Millionen €; der Abschluss der Arbeiten, die auch den Rückbau von nicht mehr genutzten Gleisen, Weichen und drei Stellwerken beinhalten, erfolgte im Laufe des Jahres 2019.
Am 15. Oktober 2019 wurde am Bahnhof Zittau ein neuer Reisezugfahrplan wirksam, der konsequent auf den neuen Nulltaktknoten ausgerichtet ist. Die durchlaufenden Regionalexpresszüge Dresden–Liberec kreuzen seitdem zweistündlich jeweils zur üblichen Symmetrieminute, die meisten anderen Anschlussbeziehungen sind stündlich darauf ausgerichtet.

## Bauwerke

### Empfangsgebäude

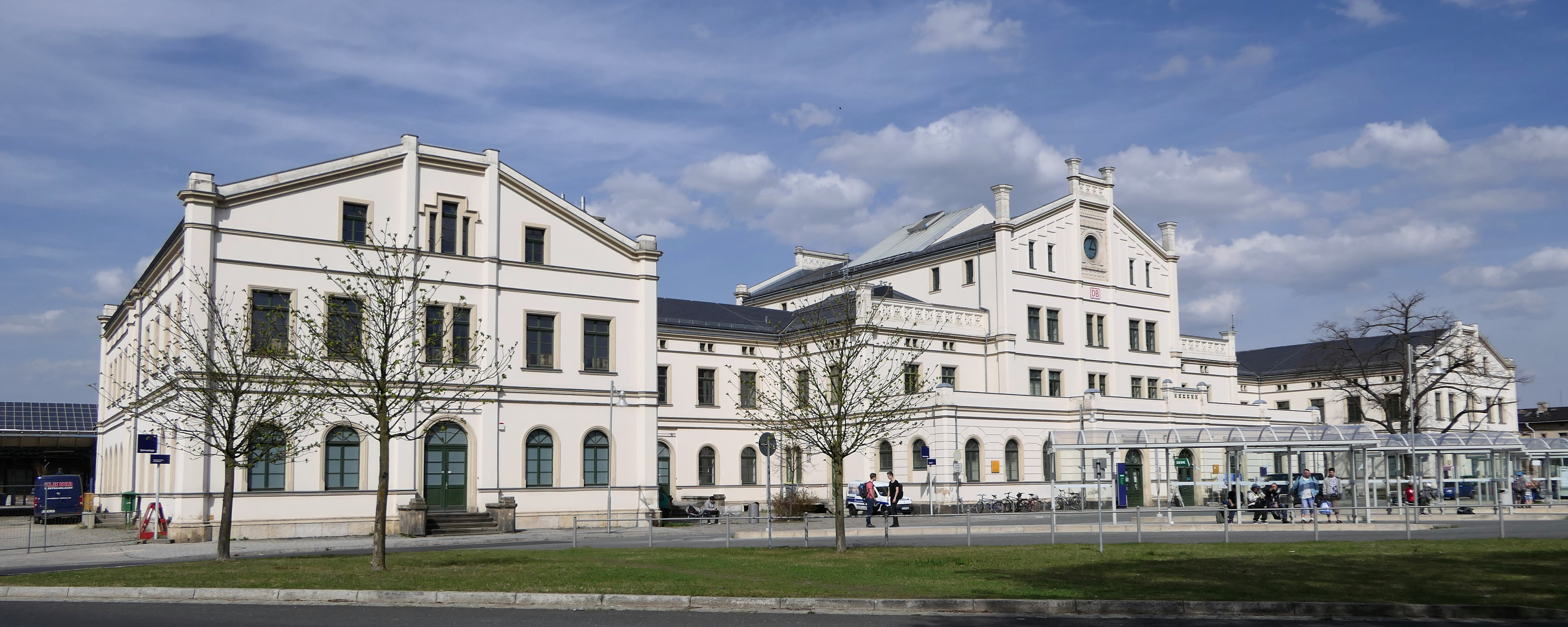
Saniertes Empfangsgebäude (2018)

Das Empfangsgebäude entstand im Stil größerer sächsischer Bahnhöfe auf einem fünfteiligen Grundriss. Der viergeschossige Mittelbau beherbergte neben der Empfangshalle, die Fahrkartenschalter und die Gepäckabfertigung. Da der Bahnhof zugleich Grenzstation zwischen Sachsen und Österreich war, saßen neben den Verwaltungsbeamten und Betriebseisenbahnern auch sächsische und österreichische Grenz- und Zollbeamte im Bahnhof. In den dreigeschossigen Flügelbauten befanden sich die Diensträume. In den zweigeschossigen Zwischenbauten waren Speise- und Wartesäle eingerichtet. Die oberen Stockwerke wurden von höheren Bahnbeamten und dem Bahnhofswirt bewohnt.
Im Jahr 1994 wurde die Fahrkartenausgabe zu einem DB-Reisezentrum umgebaut, das jedoch später geschlossen wurde. Der Fahrkartenkauf ist mittlerweile nur noch in einem privaten Reisebüro im Bahnhof möglich. Das Empfangsgebäude wurde im Jahr 2001 für rund 2,4 Millionen Euro grundlegend saniert. Auch der Bahnhofsvorplatz wurde neu gestaltet. Im Jahr 2001 war Zittau Austragungsort des Tages der Sachsen. Im Jahr 2006 wurde der Bahnhof von 2500 Reisenden täglich frequentiert.
Die Deutsche Bahn gab Ende 2013 bekannt, dass sie ab Januar 2014 einen Käufer für das Gebäude sucht. Im Juli 2014 wurde wiederum bekannt, dass die Deutsche Bahn das Gebäude doch nicht verkaufen wird.

### Bahnsteige und Personentunnel

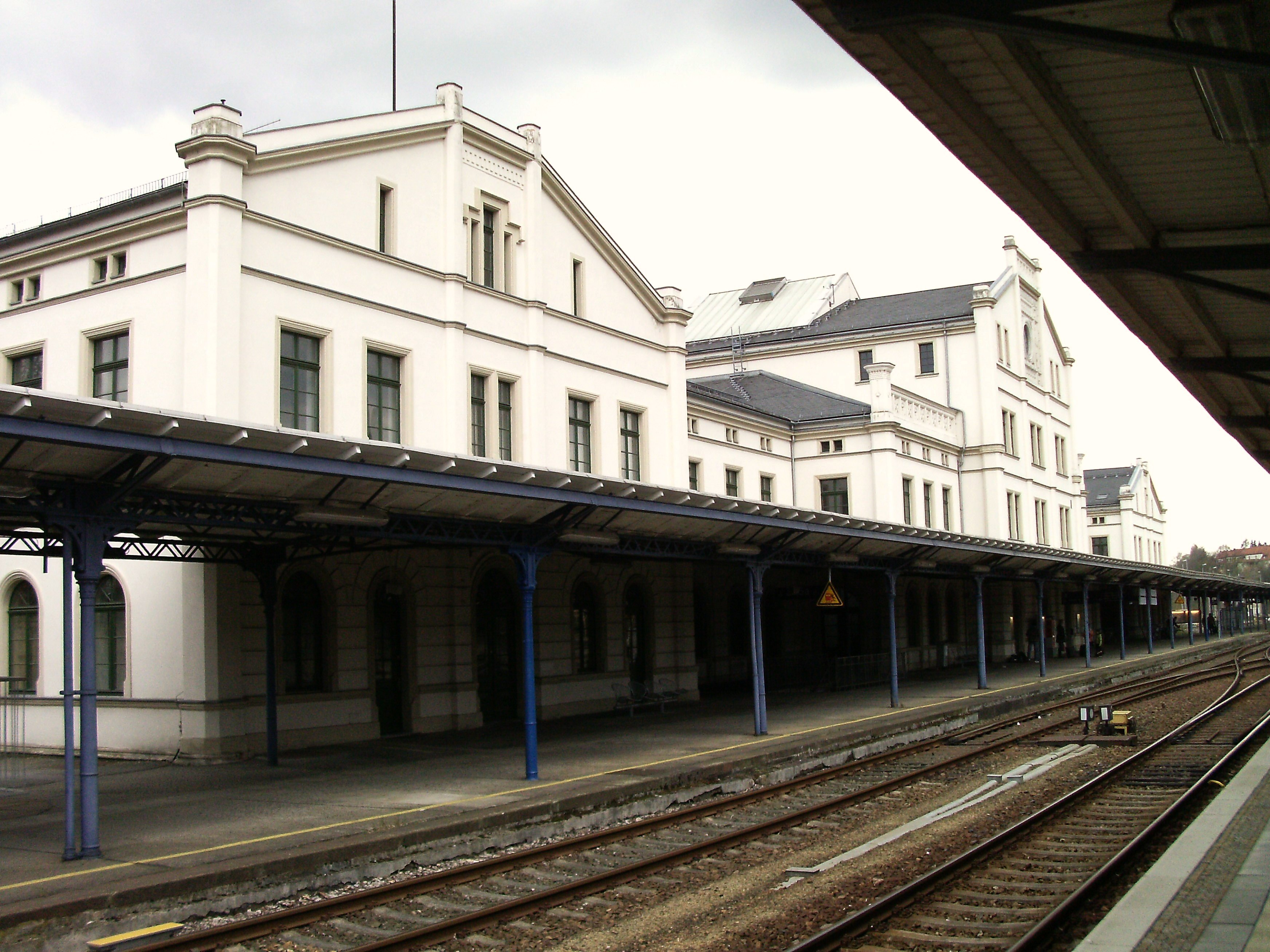
Blick auf den Hausbahnsteig am Gleis 1. Rechts erkennt man den sogenannten Hosenträger – die doppelte Gleisverbindung zwischen den Gleisen 1 und 2

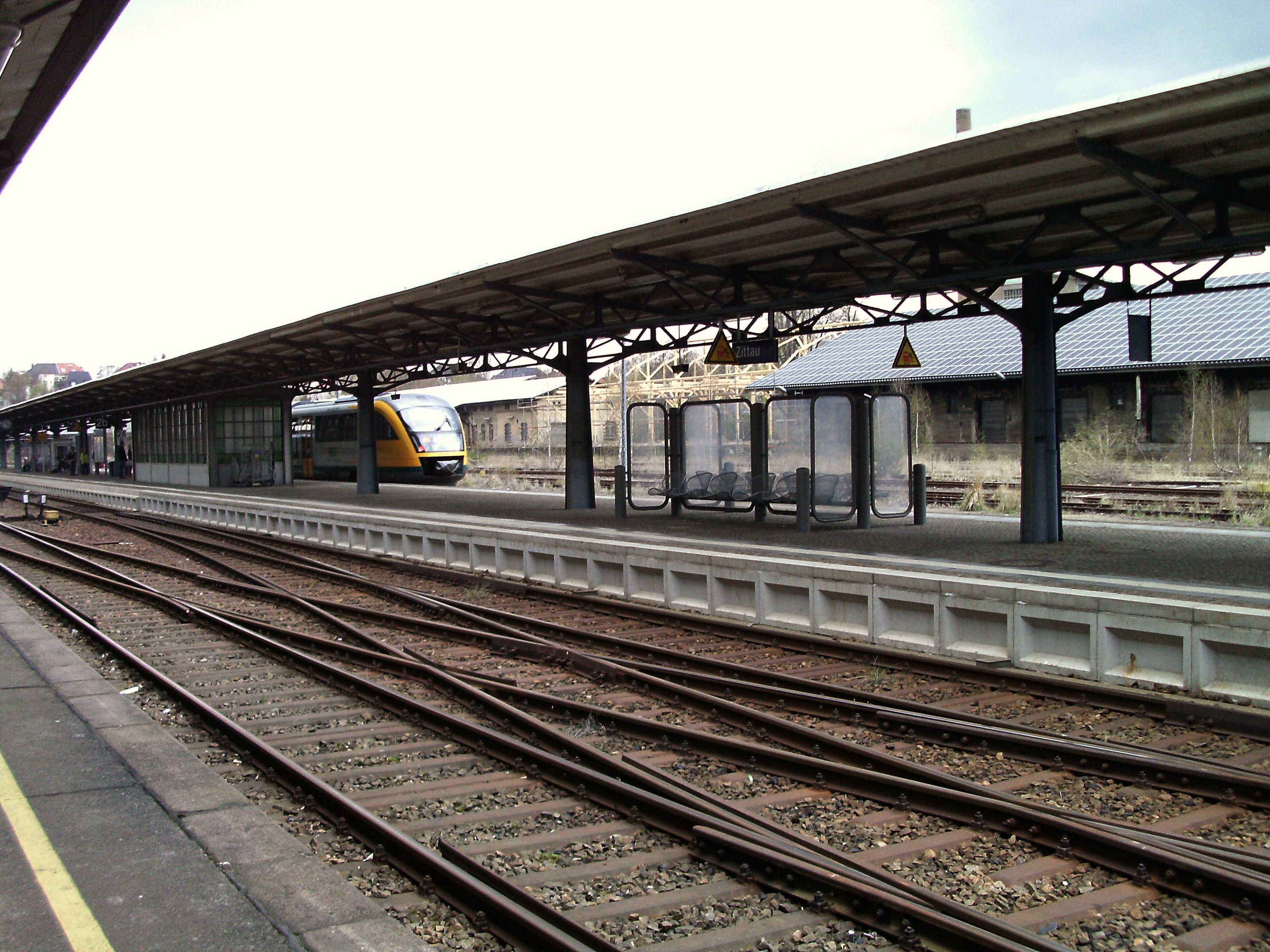
Blick auf den Mittelbahnsteig mit einem wartenden Desiro-Dieseltriebzug der Ostdeutschen Eisenbahn

Nach dem Bahnhofsumbau nach der Jahrhundertwende entstand an Stelle der Gleise 3 und 4 ein Inselbahnsteig, der über zwei Personentunnel mit dem Hausbahnsteig verbunden ist. Der Inselbahnsteig mit den Gleisen 2 und 5 ist wie der Hausbahnsteig am Gleis 1 in zwei Bereiche a und b getrennt. Am Westende des Hausbahnsteigs schloss sich der Kopfbahnsteig am Gleis 54 an, am Ostende der Kopfbahnsteig am Gleis 50. Auf dem Bahnsteig zwischen den Gleisen 1a und 50 befand sich einst die Pass- und Zollkontrolle der Eisenbahngrenzstelle Zittau. Die Pass- und Zollkontrollen entfielen nach dem EU-Beitritt Tschechiens bzw. dem Beitritt zum Schengen-Raum.
Seit 2019 ist das Gleis 5 in 3 umbenannt, die Bahnsteige an den Kopfgleisen sind seit dem Umbau 2018 nicht mehr benutzbar.
| Gleis        | Bahnsteig           | Nutzbare Länge [m] | Bahnsteighöhe [cm] | aktuelle Nutzung                              |
| ------------ | ------------------- | ------------------ | ------------------ | --------------------------------------------- |
| 1a           | Hausbahnsteig       | 483                | 55                 | von Seifhennersdorf/Rybniště und nach Liberec |
| 1b           | Hausbahnsteig       | 173                | 55                 | nach Dresden Hbf                              |
| 2a           | Inselbahnsteig      | 120                | 55                 |                                               |
| 2b           | Inselbahnsteig      | 140                | 55                 | von Liberec und nach Seifhennersdorf/Rybniště |
| 3a           | Inselbahnsteig      | 125                | 55                 | von/nach Cottbus                              |
| 3b           | Inselbahnsteig      | 156                | 55                 | nach Dresden Hbf                              |
| (ehemals 50) | Kopfbahnsteig Ost   | (195,5)            | (38)               | –                                             |
| (ehemals 54) | Kopfbahnsteig West  | (225)              | (38)               | –                                             |
| Sm 1         | Schmalspurbahnsteig |                    |                    |                                               |
| Sm 2         | Schmalspurbahnsteig |                    |                    | von/nach Kurort Oybin/Kurort Jonsdorf         |

### Stellwerke
Seit Februar 2018 wird der Bahnhof durch ein Elektronisches Stellwerk (ESTW) gesteuert.
Bis August 2017 gab es folgende Stellwerke:
Das Wärterstellwerk W1 befand sich an der Ostausfahrt aus dem Bahnhof zwischen den Gleisen nach Görlitz und nach Liberec. Das Befehlsstellwerk B2 schloss den Inselbahnsteig auf der Ostseite ab. Es war ein halbautomatisches Stellwerk der Bauart Sächsischer Bahnhofsblock. Im gleichen Gebäude war auch das Wärterstellwerk W3 untergebracht. Das Wärterstellwerk entstand 1910 im Rahmen des Bahnhofsumbaus nach der sächsischen Bauart Jüdel 11000 (Jüdel neu). Das Wärterstellwerk W4 wiederum lag an der Westausfahrt zwischen den Gleisen 2 und 6. Es ist an seinem markanten hölzernen Uhrenturm erkennbar. Auch dieses Stellwerk stammt aus dem Jahr 1910 und besitzt die gleiche Stellwerksbauart wie W3. Dem Wärterstellwerk W6 an der Straßenunterführung zwischen Eisenbahnstraße und Kummersberg war der Rangierbereich Südwest zugeteilt. Es diente während des Umbaus 2017/2018 als Fahrdienstleiterstellwerk. Das Wärterstellwerk W8 befindet sich am Schmalspurbahnsteig.
Die ehemaligen Stellwerke W5 und B7 (Außerbetriebnahme 2001) stehen an der Westausfahrt. Das Wärterstellwerk ist an der Drehscheibe des Lokschuppens und das Befehlsstellwerk am Abzweig zum Abstellbahnhof Pethau gelegen.

### Schmalspurbahnhof

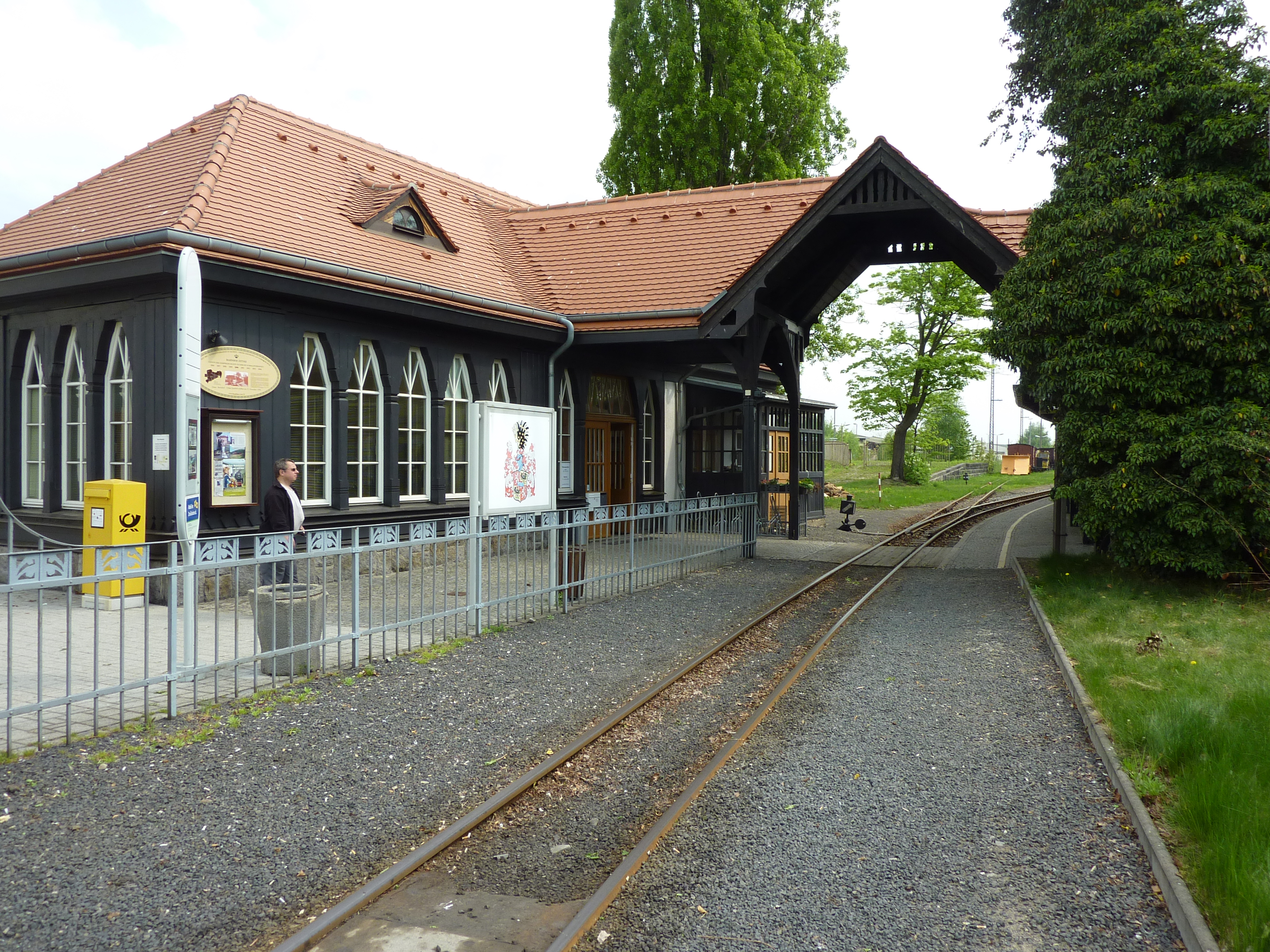
Schmalspurbahnhof

Im Jahr 1908 entstand nach dem Abriss des Bahnhofsrestaurants Zur Burg am südöstlichen Bahnhofsvorplatz ein Inselbahnsteig für die Abfertigung der Schmalspurpersonenzüge, der auch Schmalspurbahnhof genannt wird. Von hier verkehrten bis 1945 die Schmalspurpersonenzüge nach Hermsdorf und fahren bis heute die Züge in die Kurorte Oybin und Jonsdorf in das Zittauer Gebirge. Durch ein hölzernes Portal fahren die Züge in Richtung des Schmalspurheizhauses über den Bahnhofsvorplatz. In Richtung Zittauer Gebirge kreuzt die Schmalspurbahn niveaugleich die Bahnstrecke Liberec–Zittau. Die Schmalspurstrecke in Richtung Reichenau (heute: Bogatynia) zweigte kurz vor dem Neißetalviadukt in Richtung Osten ab. Die Schmalspurstrecke in Richtung Olbersdorf unterquert den Viadukt und durchfährt anschließend die südliche Zittauer Innenstadt.

### Bahnbetriebswerk
Im Jahr 1875 begannen Bauarbeiten am 16-ständigen Rundlokschuppen im Auftrag der Königlich Sächsischen Staatseisenbahnen. Neben einem Stand für Schmalspurlokomotiven waren alle Stände für Normalspurlokomotiven. Das Bahnbetriebswerk (Bw) wurde jedoch erst 1879 gegründet. 21 Jahre später beheimatete das Bw Zittau ca. sechs Lokomotiven der sächsischen Gattung IIIb sowie einzelne Lokomotiven der sächsischen Gattung II und VII. Im Jahr 1908 wurden drei Lokomotiven die Baureihe 94.2 für den Rangierdienst im Bw beheimatet. Um etwa 1911 kamen die ersten Fahrzeuge der Baureihe 75.5 hinzu.
In den darauf folgenden Jahren zählten zu den Dampflokomotivenbaureihen, die in Zittau beheimatet waren, die Preußische P 8, der sogenannte Sächsische Rollwagen (Baureihe 38.2), die Preußische G 12, die Kriegslokomotivbaureihe Baureihe 52 auch als spätere Rekolokbaureihe 52.80 sowie die Baureihe 64 und die Baureihe 86.
Die Unterhaltung der Dampflokomotiven wurde in den letzten Jahrzehnten des Bahnbetriebswerks in der Lokwerkstatt Pethau durchgeführt, da auf der Pethauer 20-Meter-Drehscheibe auch die Baureihe 52 gedreht werden konnte. Auf der 18-Meter-Drehscheibe im Bw konnte diese Baureihe nur mit abgebauter erster Laufachse gewendet werden, das traf meist nur für die diensthabende Heizlokomotive zu. Erst im Jahr 1989 erhielt das Bw eine größere Drehscheibe. Im Jahr 1975 kam die erste leistungsstarke Diesellok der Baureihe 118 ins Zittauer Bw. Es war die 118 203-9 – eine von zwei Lokomotiven dieser Baureihe, die eine Glasfaserkanzel mit eckigem Design und blendfreier Scheibe erhielten.
Im Jahr 1987 waren insgesamt 12 Maschinen der Baureihe 118 in Zittau stationiert. Weiterhin befanden sich hauptsächlich Dieselloks der Baureihen 100, 101, 102, 106, 112 und ab 1991 auch die rumänische Baureihe 119 im Bestand des Zittauer Bw.
Das Görlitzer Bw sollte nach Plänen aus dem Anfang der 1990er Jahre eines von drei verbleibenden Bahnbetriebswerken in der Reichsbahndirektion Dresden bleiben. Ab dem 1. Januar 1994 unterstand dem nunmehrigen Betriebshof Görlitz somit das einstige Bw Zittau als Einsatzstelle. 1996 erhielt das Bw eine Tankanlage für Normal- und Schmalspurfahrzeuge. Später wurde das Zittauer Bw zur Meldestelle degradiert und 1999 schließlich von der Deutschen Bahn geschlossen.
Im Jahr 2002 begannen Verhandlungen zwischen der Hochwaldbahn aus Trier, die Nahverkehrsleistungen auf der Mandaubahn erbrachte, mit der Deutschen Bahn über einen Kauf dieser Anlagen. Erst 2004 konnte ein Kaufvertrag zwischen beiden Parteien ausgehandelt werden und die Hochwaldbahn gründete eigens hierfür die Bahnbetriebswerk Zittau GmbH mit Sitz in Seifhennersdorf. Am 29. November 2004 wurde der Kaufvertrag beurkundet. Die Anlage wurde bis Anfang 2005 wieder betriebsbereit hergerichtet und später größtenteils von der Sächsisch-Böhmische Eisenbahngesellschaft (SBE) genutzt. Die Anlage wurde renoviert und in den einstigen Sozialräumen wurden Büros für die SBE und die Bw Zittau GmbH eingerichtet. Auch Museumsvereine nutzen neben der SBE die Unterstandmöglichkeit. Am 26. Dezember 2021 brach das Dach der Lokschuppen an der Drehscheibe zusammen.

### Lokwerkstatt Pethau
Bei dem Bahnhofsumbau zwischen 1907 und 1911 entstand außer dem Vor- und Abstellbahnhof in Pethau etwa zwei Kilometer westlich des Bahnhofes eine Lokwerkstatt des Bw Zittau, da die Erweiterungsmöglichkeiten um den Ringlokschuppen am Bahnhof nicht gegeben waren. Vom Bahnhof bzw. Bw kommend musste im Abstellbahnhof kopfgemacht werden, um die Drehscheibe zu erreichen. Über eine 20-Meter-Drehscheibe konnten die sechs Unterstände im Ringlokschuppen erreicht werden. Auf dem an der linken Schuppenwand vorbeiführenden Gleis stand die Heizlokomotive, deren Rauchgase über einen Abzug in den Schornstein geleitet wurden. Die Heizlok musste in der Regel einmal täglich in das Bw Zittau zum Bekohlen gefahren werden. Das Gleis an der rechten Schuppenseite diente zum Abstellen von zur Reparatur eintreffenden Lokomotiven. Mit dem Portalkran konnten bei den Dampflokomotiven bereits Tauschteile wie Luft- und Speisepumpen abmontiert werden.
Der Lokschuppen ist noch vorhanden, die Gleisanlagen sind vollständig abgebaut (Stand 2021).

## Funktion des Bauwerks

### Bahnstrecken
In Zittau treffen sich folgende vier Bahnstrecken: die normalspurigen Strecken Zittau – Löbau, Liberec – Zittau, Zittau – Hagenwerder und die Schmalspurstrecke Zittau – Kurort Oybin. Bis 1945 verkehrten auch Schmalspurzüge auf der Strecke Zittau – Hermsdorf. Die beiden Schmalspurstrecken kreuzten die Bahnstrecke nach Liberec und trennten sich in der Nähe des Neißetalviadukts. Die Strecke nach Hermsdorf schwenkte in Richtung Osten und überquerte die Lausitzer Neiße. Die Strecke ins Zittauer Gebirge unterquert das Viadukt und schwenkt in Richtung Westen.
In Richtung Westen verläuft der Verkehr wie auf einer zweigleisigen Hauptstrecke, obwohl es sich historisch um zwei getrennte Bahnlinien handelt: die Mandaubahn und die Löbau-Zittauer Bahn. In Mittelherwigsdorf trennen sich beide Bahnlinien. Die Bahnstrecke nach Löbau ist nicht mehr durchgängig befahrbar, da der Abschnitt zwischen Oberoderwitz und Niedercunnersdorf stillgelegt wurde. Zwischen Löbau und Niedercunnersdorf ist die Strecke jedoch an die Deutsche Regionaleisenbahn (DRE) verpachtet, die auf diesem Teilstück den Güterverkehr auf den Anschlussbahnen übernommen hat. Die Zukunft des stillgelegten Abschnittes ist ungewiss. Die Neißetal verfügte einst zwischen Zittau und Hirschfelde auch über ein zweites Streckengleis. Die komplette Neißetalbahn sollte vor dem Zweiten Weltkrieg zu einer zweigleisigen Hauptstrecke ausgebaut werden, da man mit einem starken Verkehrszuwachs nach der Angliederung des Sudetenlands rechnete. Bis 1942 hatte man den Abschnitt bis Hirschfelde fertiggestellt. Der Krieg verhinderte jedoch den weiteren Ausbau zwischen Hirschfelde und Hagenwerder.

### Personenverkehr
Der Personenverkehr wurde 1848 mit drei Zugpaaren täglich nach Löbau aufgenommen. Die Züge hatten in Löbau stets Anschluss an die Züge der Sächsisch-Schlesischen Eisenbahn. Hinzu kamen im Dezember 1859 drei Zugpaare nach Reichenberg, von denen ein Zugpaar als Personenzug mit Güterbeförderung (PmG) verkehrte. Im Jahr 1880 rollten auf der 1875 eröffneten Bahnlinie nach Görlitz fünf Zugpaare. Auf der Löbau-Zittauer Bahn hatte sich der Verkehr im gleichen Jahr bereits auf vier Zugpaare gesteigert. Hinzu kamen weitere vier Zugpaare über Bischofswerda nach Dresden. Nach der Jahrhundertwende steigerte sich die Zahl Zugpaare auf sieben in Richtung Görlitz (1906), neun Zugpaare in Richtung Reichenberg (1914) von denen viele bereits aus Eibau über Warnsdorf kamen und fünf Zugpaare in Richtung Dresden. Nach dem Ersten Weltkrieg sank die Anzahl der Zugverbindungen vorerst stark. Ende der 1920er Jahre hatte sich der Zugverkehr wieder stabilisiert und stieg bis 1938 auf neun Personenzugpaare und ein Eilzugpaar nach Löbau, zwölf Zugpaare nach Reichenberg, darunter ein beschleunigtes Personenzugpaar und sechs Personenzugpaare, ein Eilzugpaar und ein Schnellzugpaar nach Dresden. Nach der Annexion des Sudetenlands steigerte sich auch der Verkehr auf der Neißetalbahn, hinzu kamen zusätzlich Eilzüge und ein Schnellzugpaar auf der Relation Berlin – Görlitz – Zittau – Reichenberg – Wien.
Gegen Ende des Zweiten Weltkrieges sank der Eisenbahnverkehr wieder stark und brach auf manchen Strecken kurzzeitig ganz zusammen. So beispielsweise auf der Neißetalbahn, da hier die meisten Neißebrücken gesprengt waren und auf der Löbau-Zittauer Eisenbahn, weil auch hier die Höllentalviadukte von der Wehrmacht zerstört wurden (Verbrannte Erde). Die Bahnstrecke nach Reichenberg blieb jedoch von Zerstörungen weitgehend verschont und so konnte am 12. Mai 1945 der Verkehr wieder aufgenommen werden. Über die Bahnlinie wurden zahlreiche Transporte der Roten Armee und von vertriebenen Sudetendeutschen abgewickelt. Am 29. Dezember 1945 wurde auf Weisung des sowjetischen Bahnhofskommandanten der Verkehr eingestellt und die Strecke am Kilometer 25,6 für fünf Jahre durch einen Prellbock blockiert. Am 9. September 1945 verkehrte der erste durchgehende Personenzug von Görlitz nach Zittau und zurück über von nun an 12 Kilometer polnisches Territorium. Im Folgejahr verbot der polnische Staat jeglichen Durchgangsverkehr über sein Hoheitsgebiet. Zwischen Hirschfelde und Zittau wurde die folgenden Jahre ein Pendelverkehr eingerichtet. Nach Dresden verkehrten 1946 bereits wieder drei Personenzug- und zwei Eilzugpaare. Bereits seit Dezember 1945 wurde auch von tschechischer Seite der Zugverkehr über tschechisches Hoheitsgebiet zwischen Großschönau und Seifhennersdorf untersagt.
In den 1960er Jahren verkehrten auf der Löbau-Zittauer Bahn neben neun Personenzug-, drei Eilzugpaaren auch ein Leichtverbrennungstriebwagen (LVT). Positiv wirkte sich dabei auch aus, dass die Deutsche Reichsbahn versuchte Eilzüge zwischen Görlitz und Zittau über Löbau umzuleiten, um die Transitkosten über polnisches Gebiet zu minimieren. Bereits 1950 beschlossen die DDR, die Volksrepublik Polen und die Tschechoslowakei einen Privilegierten Eisenbahn-Durchgangsverkehr (PED) zwischen den drei Staaten. Die Tschechoslowakische Staatsbahn (ČSD) verkehrte seit 1. April 1951 zwischen Liberec und Varnsdorf mit ihren Korridorzügen über Zittau, wobei hier kein Zustieg möglich war. Auch Reichsbahnkorridorzüge konnten das tschechische Territorium nun wieder durchfahren.
Ab 1959 beabsichtigte auch die Polnische Staatsbahn (PKP) den Berufsverkehr für die Arbeiter auf der Baustelle des Kraftwerks Turów zwischen Porajów (bis 1945: Poritsch) und Turoszów (bis 1945: Türchau) über die Schiene als PED abzuwickeln. Auf dem ehemaligen Anschluss der Zitt-Werke fand nach der blocksicherungstechnischen Einbindung eine einzige Probefahrt statt. Der Berufsverkehr wurde jedoch von Bussen über eine Neubaustraße realisiert. Erst 1977 wurde der Eisenbahngrenzübergang Zittau in Betrieb genommen und ermöglichte den DDR-Bürgern Bahnreisen in das nahe Isergebirge oder nach Liberec. Anfangs verkehrten täglich vier Zugpaare in die Tschechoslowakei.
Nach der Wende stellte man auf den Taktfahrplan um. Zwischen Löbau und Zittau verkehrten bis 1998 im Stundentakt jeweils zehn Regionalbahnzugpaare über Oberoderwitz bzw. Ebersbach im stündlichen Wechsel. Am 24. Mai 1998 wurde der Schienenpersonennahverkehr auf der Linie eingestellt. Auf der Neißetalbahn betrieb die Deutsche Bahn ebenfalls Regionalbahnen zwischen Görlitz und Zittau. Im Jahr 2001 folgten für kurze Zeit auch täglich zwei durchgängige Regionalexpresszugpaare mit modernen Doppelstockwagen zwischen Zittau und Rathenow über Görlitz, Cottbus und Berlin. Die Deutsche Bahn hatte jedoch die Ausschreibung für den Verkehr zwischen Cottbus und Zittau an die Lausitzbahn verloren, die hier den Verkehr bis Dezember 2008 betrieb. Nachfolger der Lausitzbahn ist die Ostdeutsche Eisenbahn.
Seit dem Fahrplan 1995/1996 verkehren die Züge in Richtung Dresden im zweistündlichen Wechsel als Regionalbahn und Regionalexpress. Anfangs mit Diesellokomotiven der Baureihen 232 und 234 bespannte Wendezüge verkehren seit 2005/2006 lediglich Dieseltriebwagen der Baureihen 642 als Regionalbahn- und 612 als Regionalexpresszüge. Die Baureihe 612 wurde mit dem Fahrplanwechsel Dezember 2011 ebenfalls durch die Baureihe 642 ersetzt. Die Züge der ODEG nach Cottbus bzw. des Trilex nach Seifhennersdorf/Rybniště und Liberec verkehren ebenfalls mit dieser Baureihe. Vorgänger des Trilex auf der Mandaubahn war zwischen 2002 und 2010 die Sächsisch-Böhmische Eisenbahngesellschaft.
Zum Fahrplanwechsel am 14. Dezember 2014 wurde DB Regio Südost als Betreiber der Strecke Dresden Hbf – Bischofswerda – Zittau (– Liberec) durch die Vogtlandbahn (heute „Die Länderbahn“) unter dem Markennamen Trilex abgelöst. Die Regionalexpress-Linie RE2 wurde seitdem als TLX2 bezeichnet, die Regionalbahn-Linie RB61 hieß nun TL61. Derzeit sind fünf Zugpaare des RE2 – bis 2014 nur vier Zugpaare – von Zittau nach Liberec durchgebunden. Die durchgehenden Fahrten des RE2 von Dresden nach Tanvald werden seit Dezember 2014 nicht mehr angeboten. Seit dem Fahrplanwechsel im Dezember 2016 werden die Linien wieder als RE2 bzw. RB61 bezeichnet, die Linie TL70 trägt die Bezeichnung L7.
| Linie | Linienverlauf                                                        | Taktfrequenz                 | Betreiber                                     |
| ----- | -------------------------------------------------------------------- | ---------------------------- | --------------------------------------------- |
| RE2   | Dresden Hbf – Bischofswerda – Ebersbach (Sachs) – Zittau (– Liberec) | Zweistundentakt              | Trilex                                        |
| RB61  | Dresden Hbf – Bischofswerda – Ebersbach (Sachs) – Zittau             | Zweistundentakt              | Trilex                                        |
| RB65  | Cottbus Hbf – Weißwasser (Oberlausitz) – Görlitz – Zittau            | Stundentakt                  | Ostdeutsche Eisenbahn                         |
| L7    | Seifhennersdorf – Varnsdorf – Zittau – Liberec                       | Stundentakt                  | Trilex                                        |
| SOEG  | Zittau – Bertsdorf – Kurort Oybin/Kurort Jonsdorf                    | Hauptsaison: Zweistundentakt | Sächsisch-Oberlausitzer Eisenbahngesellschaft |

### Güterverkehr
Für den Güterverkehr standen neben dem Güterschuppen nördlich des Mittelbahnsteigs weitere Schuppen und private Ablagemöglichkeiten sowie eine Seitenladerampe am Gleis 23 zur Verfügung. Weitere Ladegleise und eine Seitenladerampe gab es in Pethau. Nach dem Zweiten Weltkrieg kam der Güterverkehr auf den meisten Strecken zum Erliegen. So lag ein Teil der Bahnlinie nach Görlitz nun auf polnischen Gebiet. Auch die Strecke nach Liberec übernahm die Tschechoslowakische Staatsbahn. Der Sommerfahrplan aus dem Jahr 1949 wies wieder vier Nahgüterzugpaare zwischen Görlitz und Zittau über die Neißetalbahn aus. Die Durchgangsgüterzüge zwischen Schlauroth und Zittau wurden jedoch nach dem Krieg über Löbau umgeleitet, um Devisenzahlungen an die Volksrepublik Polen für den Durchgangsverkehr über polnisches Territorium zu vermeiden. Der Gütergrenzverkehr in die Tschechoslowakei wurde am 3. Juni 1956 wieder aufgenommen. Nach der Wende brach der Güterverkehr ein. Auf der Schmalspurbahn wurde der Güterverkehr 1997 eingestellt. Im Jahr 2007 verkehrte nur noch einmal wöchentlich ein Güterzugpaar von Löbau über Ebersbach nach Zittau und zurück. Der planmäßige Güterverkehr der Deutschen Bahn auf der Relation Dresden–Bischofswerda–Zittau wurde eingestellt.

### Verkehrsanbindung

#### Öffentlicher Verkehr
Zwischen 1904 bzw. 1905 und 1919 verkehrten zwei von drei Straßenbahnlinien der städtischen Straßenbahn vom Bahnhof. Die weiße Linie fuhr zur Äußeren Grottauer Straße und die blaue Linie zur Stadtgrenze zu Olbersdorf. Auf Grund der geringen Auslastung wochentags und der steigenden Lohnforderungen der Angestellten nach dem Ersten Weltkrieg beschloss der Stadtrat die Straßenbahn 1919 stillzulegen.
Auf dem Bahnhofsvorplatz befinden sich heute sechs Bussteige für den Stadtbus- und Regionalbusverkehr. Am Busbahnhof treffen sich alle drei Stadtbuslinien, die Linie A in Richtung Pethau/Hörnitz bzw. zum Löbauer Platz, die Linie B zur Chopinstraße und die Linie C nach Hartau. Des Weiteren beginnen und enden zahlreiche Regionalbuslinien der Kraftverkehrsgesellschaft Dreiländereck am Bahnhof. Die Regionalbuslinie 27 führt entlang der Ortschaften an der stillgelegten Bahnlinie über Herrnhut nach Löbau. Auch die Linie 41 bedient mit dem Fahrtziel Bernstadt a. d. Eigen eine Stadt, die einst über die Schmalspurbahn an das Eisenbahnnetz angebunden war. Weitere Fahrtziele sind die Ortschaften Jonsdorf, Lückendorf, Oybin und Waltersdorf im Zittauer Gebirge sowie Bertsdorf, Ebersbach, Mittelherwigsdorf, Radgendorf und Seifhennersdorf. Auch die Kreisstadt Görlitz ist neben der Eisenbahn auch mit dem Überlandbus erreichbar.
Beginnend im April 2017 hielten an den Haltestellen auf dem Bahnhofsvorplatz auch Fernbuslinien des Anbieters Flixbus nach Prag, München und Breslau. Für eine kurze Zeit wurden auch direkte Fahrten nach Berlin angeboten.
Seit dem 1. August 2020 verkehren von den Bushaltestellen am Bahnhof auch zwei grenzüberschreitende Buslinien nach Bogatynia in Polen sowie Frýdlant in Tschechien bzw. Świeradów-Zdrój in Polen. Nach Bogatynia werden täglich Fahrten angeboten, die andere Linie verkehrt am Wochenende und an Feiertagen.

#### Individualverkehr

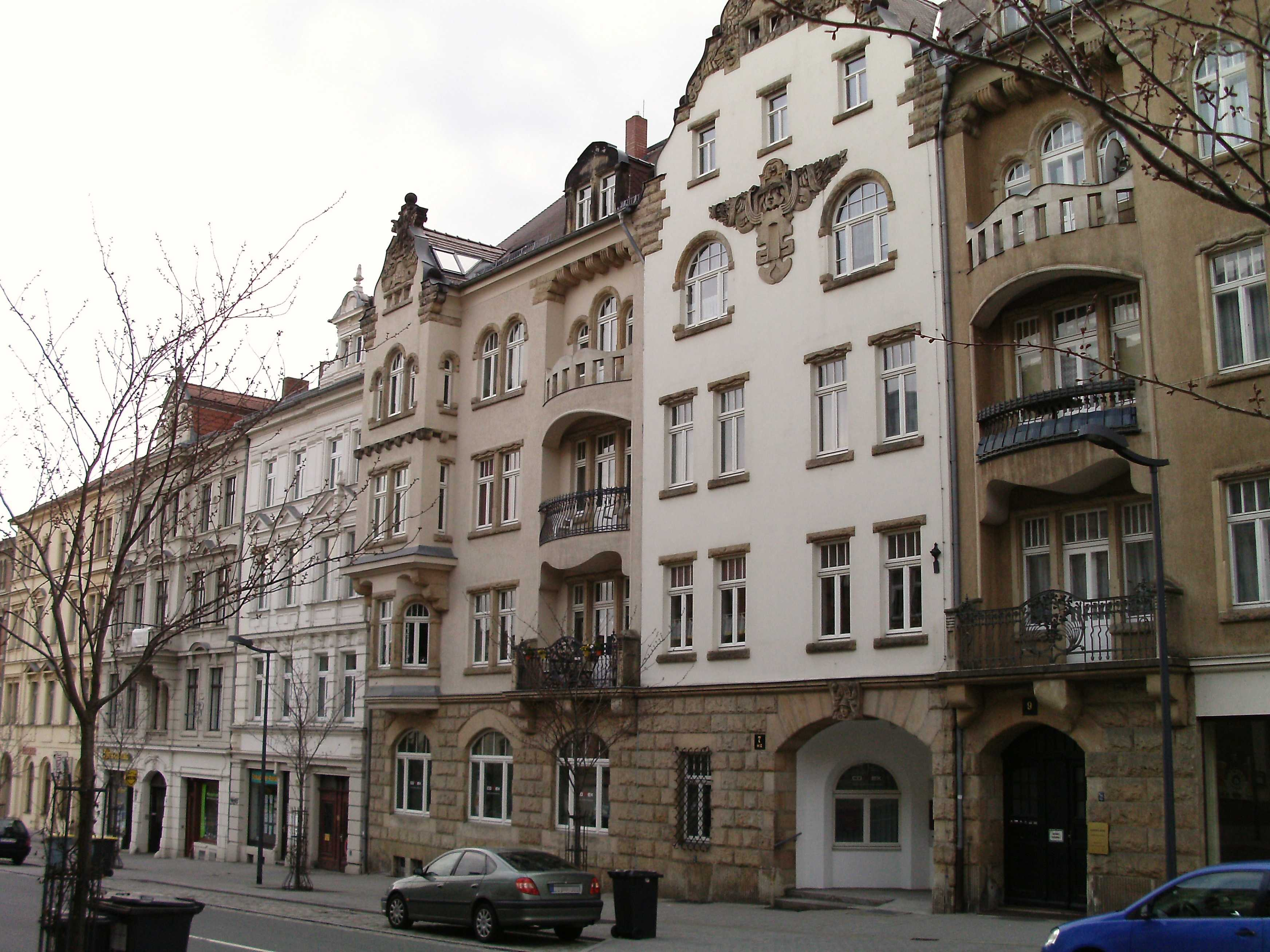
Blick auf die Bahnhofstraße

Vom Bahnhofsvorplatz – dem Platz des 17. Juni – verläuft die Bahnhofstraße in Richtung Süden zum Zittauer Ring (Theaterring und Töpferberg), der die historische Innenstadt auf dem Verlauf der ehemaligen Stadtmauer umrundet. Über den Zittauer Ring verlaufen die Bundesstraßen 96 in Richtung Bautzen und 99 in Richtung Görlitz. Die Bundesstraße 96 unterquert die Bahnstrecke nach Löbau westlich des Vor- und Abstellbahnhofs Pethau. Eine weitere Schienenquerung schließt sich östlich zwischen Vor- und Abstellbahnhof und Lokwerkstatt Pethau über die Straßenbrücke am Kummersberg an. An der westlichen Bahnhofsausfahrt befinden sich zwei weitere Straßentunnel zwischen Kummersberg und Eisenbahnstraße im Osten sowie Kummersberg und Verlängerter Eisenbahnstraße im Westen. Die Eisenbahnstraße verläuft parallel zu den Bahnhofsanlagen von der Schienenunterquerung bis zum Platz des 17. Juni. Vom Platz des 17. Juni verläuft die Bahnhofstraße und die Arndtstraße weiter bis zur Schienenunterquerung der Schillerstraße im Osten. Die Schillerstraße unterquert zunächst die Schmalspurbahnstrecke und die Bahnstrecke nach Liberec sowie später die Neißetalbahn. Sie verbindet die Stadtteile Zittau Ost und Zittau Nord.
Parkmöglichkeiten für Bahnreisende befinden sich am Platz des 17. Juni sowie auf dem Parkplatz an der Bahnhofstraße Ecke Gellertstraße. Die Fahrradständer sind direkt an der Südseite des Empfangsgebäudes links neben dem Haupteingang.